# آبتونه
آبتونه (به ایتالیایی: Abetone) یک کومونه در ایتالیا است که در استان پیستویا واقع شده‌است.

## خصوصیات
آبتونه ۳۱٫۲ کیلومترمربع مساحت و ۶۹۹ نفر جمعیت دارد و ۱٬۳۸۸ متر بالاتر از سطح دریا واقع شده‌است.

## خواهرخوانده
شهر Boujdur خواهرخواندهٔ آبتونه هست.